# 捉迷藏 (2016年電影)
《捉迷藏》（英語：Hide and Seek）是一部2016年上映的驚悚電影。翻拍自2013年上映的同名韓國電影《捉迷藏》。《捉迷藏》是由新线索电影、威秀电影亚洲、青春光线联合出品，刘杰执导，任鹏编剧，霍建华、秦海璐、万茜领衔主演，春夏特别出演、董子健友情出演的社会惊悚影片。

## 劇情簡介
城市里流传着一个奇怪的传言。有一些流浪在外居无定所的人会偷偷潜入别人的家里，把自己隐藏起来，然后生活下去。张家伟（霍建華 飾）是一家咖啡厅的老板，和妻女居住在一个高档小区里，生活富足，家庭和睦，不过他却患有严重的洁癖和强迫症，终日饱受心理疾病的折磨，一天，他接到了哥哥失踪询问电话，神经一下子紧张起来。到旧公寓寻找哥哥未果的家伟结识了跟哥哥居住在同一层的苏红（秦海璐 飾）母女，苏红对张家伟的哥哥表现出异常的恐慌和反感，失踪案件变得扑朔迷离。与此同时，张家伟的妻女和家忽然间成为一个“神秘人”的袭击目标，张家伟一边抵挡着“神秘人”对家人的袭击，一边寻找哥哥，由此一步步揭开了一个隐藏在他心中多年的秘密。

## 演員

### 主演
| 演员   | 角色     |
| 霍建華 | 張家偉   |
| 秦海璐 | 蘇紅     |
| 萬茜   | 萍芝     |
| 春夏   | 璐璐     |
| 董子健 | 璐璐男友 |

## 外部連結
- 互联网电影数据库（IMDb）上《捉迷藏》的资料（英文）
- 香港影庫上《捉迷藏》的資料（繁體中文）
- 開眼電影網上《捉迷藏》的資料（繁體中文）
- 时光网上《捉迷藏》的資料（简体中文）
- 豆瓣电影上《捉迷藏》的資料 （简体中文）